# 산펠리체아칸첼로
산펠리체아칸첼로(이탈리아어: San Felice a Cancello)는 이탈리아 캄파니아주 카세르타도에 있는 코무네이다. 나폴리로부터는 북동쪽으로 30km 카세르타에선 남동쪽으로 14km 거리에 있다.